# Acrocercops grammatacma
Acrocercops grammatacma är en fjärilsart som beskrevs av Edward Meyrick 1921. Acrocercops grammatacma ingår i släktet Acrocercops och familjen styltmalar. Inga underarter finns listade i Catalogue of Life.